# Animació amb tinta xinesa
L'Animació amb tinta xinesa (xinès simplificat: 水墨动画, pinyin: Shuǐmò dònghuà) és un estil d'animació únic de la Xina. L'estil combina l'estètica tradicional xinesa del Shuimo i les tècniques d'animació modernes. Va aparèixer per primera vegada el 1961 amb la pel·lícula Xiao Kedou zhao Mama. Després de la dècada del 1990, els estudis de cinema van abandonar gradualment la producció d'animació amb tinta xinesa a causa de l'alta demanda de costos i tècniques.

## Desenvolupament
A finals de la dècada del 1950, es va decidir que l'animació xinesa hauria de reflectir les costums i l'estètica xineses. A partir d'aquell moment, l'estudi d'animació de Shanghai desenvolupa diverses produccions basades en tècniques pictòriques tradicionals xineses, que anirien guanyant reconeixement i premis tant al país com a nivell internacional. Arran de l'èxit, el vicepremier Chen Yi va encarregar a l'estudi realitzar un treball inspirant en l'estil de pintura amb pinzell de Qi Baishi. El resultat seria Xiao kedou zhao mama, estrenada l'any 1960. Desenvolupada pel director de fotografia Duan Xiaoxuan, fou la primera pel·lícula d'animació amb rentat de tinta, i va rebre el premi a la millor pel·lícula d'animació als la primera edició dels Hundred Flowers Awards, així com diversos premis internacionals. Des de llavors, es van produir més pel·lícules amb la tècnica, un total de quatre per part de l'estudi d'animació de Shanghai, i algunes més realitzades a Changchun a partir de la dècada del 1980.
Però a la dècada del 1990, es va instar els estudis d'animació sense finançament governamental a produir sèries de televisió barates en lloc de la costosa producció amb tinta. Les tècniques que abans havien estat identificades com a secrets d'estat, s'utilitzarien per rodar publicitat comercial. Feeling from Mountain and Water, produïda el 1988, es diu que és l'última obra mestra del cinema d'animació xinés amb la tècnica de la tinta.

## Obres principals

### Xiao Kedou zhao Mama(1960)
La pel·lícula està basada en una història infantil escrita per Fang Huizhen i Sheng Lude. Un grup de capgrossos acabats de nàixer decideixen buscar a sa mare, tot i que mai no l'han arribat a vore. En el camí, confonen un peix daurat, un carranc, una tortuga i un peix amb sa mare, i a través de cada trobada reuneixen noves pistes sobre l'aparença de la mare.
La pel·lícula, de 14 minuts de durada, va ser reconeguda internacionalment en molts festivals de cinema, com ara el Festival Internacional de Cinema de Locarno el 1961, el 4t Festival Internacional de Cinema d'Animació d'Annecy el 1962 i el 3r Festival Mundial de Cinema d'Animació de Zagreb el 1978.
Superficialment, la pel·lícula sembla senzilla. No obstant això, cada fotograma requeria tècniques complexes i molta faena per presentar l'estil artístic de la pintura amb tinta. Les tècniques d'animació requerides per a fer pel·lícules com esta estaven considerades com un "secret d'estat" a l'estudi d'animació de Shanghai.

### Mu Di(1963)
Produïda el 1963, la pel·lícula utilitza pintures de tinta xinesa per representar l'encantadora relació entre un jove pastor de vaques amb extraordinàries habilitats per a tocar la flauta i el seu fidel búfal d'aigua. El xicon s'adorm en un arbre, i somia que ha perdut el seu búfal. Resulta que el búfal se sent atret pel bonic paisatge d'una cascada i es nega a tornar amb el xic pastor. Llavors, el jove toca la flauta i la melodia ajuda a portar-li el búfal.
No hi ha diàleg a la pel·lícula. La història s'explica a través de l'animació i la música que l'acompanya, per tant, la pel·lícula és totalment accessible a un públic no xinés. La melodia de la flauta la va tocar el solista de flauta de bambú més famós de la Xina, Lu Chunling. La pel·lícula va ser guardonada amb el Premi d'Or al Festival Internacional de Cinema d'Odense a Dinamarca.

### Lu Ling(1982)
Dirigida per Wu Qiang i Tang Cheng, un ancià i la seua néta rescaten un cérvol jove ferit. La xiqueta i el cérvol jove desenvolupen una estreta relació. Després de la recuperació, el cérvol torna a la natura. Sentint-se trista, la xica posa una campana al cérvol. Desapareixent a la vall de la muntanya, la campana del cérvol continua ressonant.

### Shanshui qing(1988)
El nom prové d'un terme per a la pintura de paisatges. Shanshui qing es va convertir en l'última animació amb tinta d'aigua. La pel·lícula explica la senzilla història d'un un ancià empobrit que toca la cítara, i un xic jove. El músic de la cítara cau malalt quan torna a casa. El xic el porta amablement a sa casa i té cura del músic. Per donar les gràcies al xicon, el músic comença a ensenyar-li la cítara i es converteix en el seu mentor i amic. La pel·lícula evita el diàleg, però l'animació i la música fan que la pel·lícula siga rica en emocions i idees filosòfiques.
La pel·lícula, de 18 minuts, és considerada per molts com l'obra mestra de l'animació de tinta xinesa. L'acompanyament musical de la pel·lícula està protagonitzat principalment per la cítara, però, "alguns dels moments més commovedors de la pel·lícula es desenvolupen purament a través de la imatge al so dels vents corrents o del silenci total".

## Declivi

### Revolució Cultural
Durant els deu anys d'agitació de la Revolució Cultural, molts productors d'animació van ser atacats i el desenvolupament de la indústria del cinema d'animació xinesa es va suspendre. Mu Di es va convertir en objecte de crítiques per la seua representació de la vida pastora, obviant la lluita de classes.

### Reforma de l'economia de mercat
Quan l'animació amb tinta es va produir per primera vegada a la dècada del 1960, la Xina funcionava amb un sistema d'economia planificada. Els estudis de cinema eren propietat pública i rebien el suport de l'estat, que finançava la producció d'animació amb un estàndard de 8000 RMB per minut. En conseqüència, els artistes i els tècnics dels equips de producció van poder dedicar-se plenament a la creació i innovació artística sense càrregues financeres o comercials.
No obstant això, a partir de finals de la dècada del 1980, la Xina va començar la seua transició cap a l'economia de mercat. Els estudis de propietat estatal van perdre part del finançament del govern i se'ls va instar a produir sèries de televisió barates per mantenir-se. La producció d'animació amb rentat de tinta es considerava "costosa" i "innecessària", caiguent en desús.